# Godło Dżibuti

Godło Dżibuti

Godło Dżibuti zostało wprowadzone po uzyskaniu przez kraj niepodległości 25 czerwca 1977 roku. Przedstawia okrąg, tworzony przez dwie gałązki wawrzynu szlachetnego. Wewnątrz okręgu znajduje się włócznia oraz tarcza. Powyżej grotu włóczni znajduje się czerwona gwiazda, natomiast pod tarczą, z obydwu stron włóczni znajdują się ręce, trzymające dwa duże noże. Ręce symbolizują dwie grupy narodowe, zamieszkujące Dżibuti: Afarów i Issów.